# أنتيكيثيرا
أنتيكيثيرا (/ˌæntɪkɪˈθɪərə/، /ˌæntɪsɪˈθɪərə/؛ (بالإغريقية: Ἀντικύθηρα)‏ (باليونانية: Αντικύθηρα)‏،‏ ‎[andiˈciθira]‏، أي يعني حرفياً «عكس كيثيرا») هي جزيرة يونانية تقع على حافة بحر إيجة، بين كريت و‌بيلوبونيز. ومنذ إصلاح الحكومة المحلية في 2011، أصبحت جزء من بلدية جزيرة كيثيرا.
قد تشير اسم « أنتيكيثيرا » أيضاً إلى مضيق أنتيكيثيرا، والذي يدخل من خلاله البحر الأبيض المتوسط المعدل إلى بحر كريت.
تبلغ مساحة أراضيها 20.43 كيلومتر مربع (7.89 ميل مربع)، وتقع على بعد 38 كيلومتر (24 ميل) جنوب شرق كيثيرا. وهي أبعد جزء من إقليم أتيكا من قلبها في منطقة العاصمة أثينا. والجزيرة على شكل معينات، 10.5 كـم (6.5 ميل) من بين الشمال والشمال الغربي إلى بين الجنوب والجنوب الشرقي بـ 3.4 كـم (2.1 ميل) من بين الشرق والشمال الشرقي إلى بين الغرب والجنوب الغربي. والجزيرة مشهورة بكونها موقع اكتشاف آلية أنتيكيثيرا وأيضاً لحطام أنتيكيثيرا التاريخي.
المستوطنة الرئيسية والميناء هي بوتاموس (Potamós - عدد السّكان 34 ساكناً فقط حسب تعداد 2011). المستوطنات الأخرى الوحيدة هي غالانيانا (Galanianá - عدد السّكان 15)، و تشارتشاليانا (Charchalianá - عدد السّكان 19). ويتم زيارة أنتيكيثيرا بشكل دوري بواسطة عبّارة تدعى « F/B Ionis »، والتابعة لشركة أيبلمون نوتيكل (Ablemon Nautical Company)، على طريقها بين مدينتي بيرايوس (أثينا) و‌كيساموس-كاستلي على جزيرة كريت.

## دعوة إلى السكن
قبل أكثر من أربعين سنة، كان عدد سكان الجزيرة يزيد على ثلاثمئة ساكن، ثم ما زال العدد يتناقص، حتى بلغ أربعين ساكناً في عام 2019، فتصدّى مسؤولو الجزيرة إلى تكثير عددها، وأُعلن في 6 يونيو 2019، عن مشروع إعادة تأهيل أنتيكيثرا بالسكان، وتضمن ذلك وعد كل عائلة ذات ثلاثة أولاد تنتقل إلى الجزيرة، أن تُعطى خمسمئة يورو شهرياً، وتطمح الجزيرة من المنتقلين إليها أن يكونوا صيّادين وزُرّاع وبنّائين وخبازين.